# Mike Di Meglio

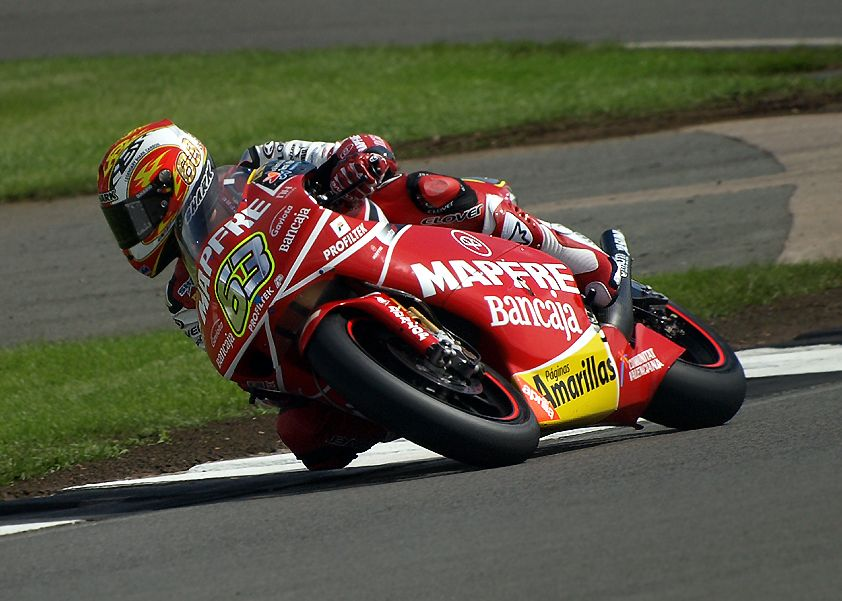
Di Meglio 2009 op een 250 cc-Aprilia

Mike Di Meglio (Toulouse, 17 januari 1988) is een Frans motorcoureur.
In het seizoen 2008 won hij op Derbi in de klasse tot 125 cc van het wereldkampioenschap wegrace de wereldtitel.

## Loopbaan
Mike Di Meglio debuteerde in 2003 op Honda in de 125 cc-klasse van het wereldkampioenschap. Bij de Grand Prix van Turkije in 2005 won hij zijn eerste Grand Prix. In 2006 werd hij 25e en in 2007 17e in het algemeen klassement van de 125 cc.
Voor aanvang van het seizoen 2008 stapte Di Meglio over naar het Finse Ajo-Motorsport-team, waarvoor hij op Derbi aan de start verscheen. De Fransman wist dat jaar vier Grands Prix te winnen en wist drie races voor het einde de wereldkampioenschapstitel veilig te stellen.
In 2010 reed Di Meglio samen met Julián Simón voor het Aspar-team in de nieuwe opgerichte Moto2-klasse.